# Великанова, Ольга Валентиновна
Ольга Валентиновна Великанова (англ. Olga V. Velikanova; род. 16 ноября 1954, Ленинград) — американский историк российского происхождения, специалист по истории России, советолог, профессор русской истории Университета Северного Техаса. Кандидат исторических наук  (1993, СПбГУ). Её основная специализация — общественное восприятие советской политики.

## Биография
Русская по происхождению. Вспоминала, что ещё «со школьных лет была недовольна официальной советской версией истории». Начинала как археолог. В 1982—1989 годах гид и исследователь Музея политической истории России. Степень кандидата исторических наук  получила в СПбГУ, защитив диссертацию «Образ В. И. Ленина в государственной идеологии и общественном восприятии в Советской России» (научный руководитель — д. и. н., проф. Н. Я. Олесич). Лауреат двенадцати различных отличий. Член ASEEES. Работала в России, Германии, Франции, Италии и Канаде (Центр Русских исследований Университета Торонто), а ныне профессор Университета Северного Техаса.
В составе археологической экспедиции в Ярославле обнаружила клад серебряных арабских монет IX века, ныне экспонирующийся в Эрмитаже. Публиковалась в The Soviet and Post-Soviet Review, Kritika: Explorations in Russian and Eurasian History.
Автор пяти книг и множества статей, опубликованных на семи языках. О своих книгах высказывалась: «В первых двух книгах я изучала культ вождя в СССР с антропологической точки зрения, в следующей книге изучала популярные мнения 1920-х годов, затем перешла к перспективе массовой политической культуры».

## Книги
- Making of an Idol: on Uses of Lenin (1996) {Рец.}
- The Public Perception of the Cult of Lenin Based on the Archival Materials (Lewingstone: Edwin Mellen Press, 2001) — Образ Ленина в массовом восприятии советских людей по архивным материалам
- The Myth of the «Besieged Fortress». Soviet Mass Perception in the 1920s-1930s (2002)
- Popular Perceptions of Soviet Politics in the 1920s. Disenchantment of the Dreamers (New York, NY: Palgrave Macmillan, 2013. Pp. 251, ISBN 978-1-137-03074-0.) {Рец., , C. J. Storella, Anita Shelton, White, Stephen}
  - Разочарованные мечтатели: Советское общество 1920-х гг. / Ольга Великанова; [пер. с англ. Л. Ю. Пантиной]. — М.: Политическая энциклопедия, 2017. — 295 с. — (История сталинизма). — ISBN 978-5-8243-2148-7.  {Рец.}
- Mass Political Culture under Stalinism. Popular Discussion of the Soviet Constitution of 1936 (Palgrave, 2018) {Рец.}
  - Конституция 1936 года и массовая политическая культура сталинизма / Author’s Russian translation (М.: Новое литературное обозрение, 2021.) {Рец., } {Фрагмент}